# Матлахівське нафтове родовище
Матлахівське нафтове родовище — належить до Талалаївсько-Рибальського нафтогазоносного району Східного нафтогазоносного регіону України.

## Опис
Розташоване в Чернігівській області на відстані 4 км від смт Талалаївка.
Знаходиться на Талалаївському виступі фундаменту в півн. прибортовій зоні Дніпровсько-Донецької западини. Складка виявлена в 1972-73 рр.
Структура є брахіантикліналлю північно-західного простягання, розміри в межах ізогіпси -3225 м 4,0х1,5 м, амплітуда 50 м. 
Поклади пов'язані з пластовими склепінчастими, інколи тектонічно екранованими і літологічно обмеженими пастками. 
Перший промисловий приплив нафти отримано у 1974 р. з нижньо-візейських г.п. в інтервалі 3600-3610 м. 
Експлуатується з 1977 р. Режим пружноводонапірний. Запаси початкові видобувні категорій А+В+С1 — 619 тис.т нафти; розчиненого газу 177 млн. м³. Густина дегазованої нафти 830-905 кг/м³.